# Arturo Sorlí Llorens
Arturo Sorlí Llorens (València, 1925 - València, 13 de desembre de 2007) fou un escultor valencià, un dels màxims representants de l'escultura figurativa mediterrània. Sorlí, deixeble de l'escultor Ricard Boix, va rebre nombrosos premis, com el de la Fundació Roig, i la seva obra fou objecte d'una tesi: Arturo Sorlí Llorens: una generació perduda, de l'investigador de la Universitat Politècnica de València Amador Griñó. Part de l'obra de l'artista és repartida en col·leccions privades de província de Salta (Argentina), Mèxic, Màlaga, Madrid, Tarragona, València, i també en tenen la Diputació de València i la Caixa d'Estalvis de València. La crítica el considerava un escultor figuratiu, que buscava la forma i l'estilització, i que combinava el classicisme amb una estilització de tall mediterrani. La seva obra, que comprèn una àmplia gamma de materials, des d'alabastres fins a terracotes, presenta una preocupació humanista. Va morir a València als 82 anys.

## Font
- http://www.vilaweb.cat/noticia/2666728/20071214/noticia.html